# ۱۲۰۹ (قمری)
۱۲۰۹ (قمری)، هزار و دویست و نهمین سال در گاهشماری هجری قمری است. اول محرم این سال برابر با بیست و نهم ژوئیه سال ۱۷۹۴ میلادی است.

## وابسته
- بم
- زندیان
- لطفعلی‌خان زند